# Thunøgade
Thunøgade i Aarhus blev anlagt og navngivet i 1889. Navngivet efter øen Tunø, men gaden har beholdt den gamle stavemåde. Den ligger mellem Grønnegade og Hjelmensgade. Gaden er omtrent 580 meter lang. Det første gadestykke blev anlagt allerede i 1872 af en overlærer I.I. Olsen. Vejstykket anlagde han over sit eget grundstykke, som strakte sig fra Ny Munkegade, der dengang var en markvej, og frem til den endnu ikke anlagte Norsgade. Det blev benævnt Olsens Vej.
Allerede i 1882 kom der forespørgsel fra en del beboere om, at Olsens Vej måtte få offentlig status og navn; men på grund af en del uoverensstemmelser beboerne imellem skete dette først i 1890, hvor byrådet erklærede gaden for offentlig og gav den navnet Thunøgade. I 1890 fik Thunøgade gangforbindelse til Høegh-Guldbergs Gade ved anlæggelsen af Thunøstien.
Hvor Thunøgade og Hjelmensgade mødes, blev der sidst i 1970'erne, i haven ved den tidligere Kiers villa, etableret en stor kvarterslegeplads kaldet Børnenes Jord.